# Shorea
Shorea é um género botânico pertencente à família Dipterocarpaceae. Conhecida pelos nomes de Mogno Filipino, Luan, Meranti e Balau